# Кабардино-Балкарский областной комитет КПСС
Кабардино-Балкарский областной (республиканский) комитет КПСС — центральный партийный орган, существовавший в Кабардино-Балкарии (Кабардино-Балкарская АО, Кабардино-Балкарская АССР) с января 1922 года по 6 ноября 1991 года.

## История
- 16 января 1922 года Кабардинская автономная область объединена с Балкарским национальным округом в Кабардино—Балкарскую автономную область и связи с этим был создан Кабардино-Балкарский областной комитет РКП(б).
- С 16 октября 1924 Кабардино-Балкарская автономная область в составе Северо-Кавказского края
- В декабре 1925 года Кабардино-Балкарский областной комитет РКП(б) переименован в Кабардино-Балкарский областной комитет ВКП(б).
- 5 декабря 1936 Кабардино-Балкарская автономная область преобразована в Кабардино-Балкарскую Автономную Советскую Социалистическую Республику.
- 8 апреля 1944 года Кабардино-Балкарская Автономная Советская Социалистическая Республика переименована в Кабардинскую Автономную Советскую Социалистическую Республику и в связи с этим, Кабардино-Балкарский областной комитет ВКП(б) переименован в Кабардинский областной комитет ВКП(б).
- 13 октября 1952 Кабардинский областной комитет ВКП(б) переименован в Кабардинский областной комитет КПСС
- 9 января 1957 года Кабардинская АССР переименована в Кабардино-Балкарскую АССР и соответственно Кабардинский областной комитет КПСС был переименован в Кабардино-Балкарский областной комитет КПСС.
- В июле 1990 Кабардино-Балкарский областной комитет КПСС преобразован в Кабардино-Балкарский республиканский комитет КПСС, а затем переименован в Кабардино-Балкарский республиканский комитет КП РСФСР (в составе КПСС).
- 23 августа 1991 года деятельность КП РСФСР приостановлена, а 6 ноября того же года запрещена.

## Первые секретари РКП(б)/ВКП(б)/КПСС

### Ответственные секретари
- Павлович Болеслав Ольгердович  (1922 — 3.1923)
- Михайлов Степан Андреевич (3.1923 — 4.1924)
- Лещинский Павел Донатович (4.1924 — 5.1925)
- Боровицкий Иван Николаевич (5.1925 — 7.1928)
- Повалюхин, Иван Иванович[1] (7.1928 — 9.1928)
- Дулин Василий Михайлович (10.1928 — 3.1929)
- Максидов Казгери Увжукович (3.1929 — 5.1929)
- Фёдоров Александр Петрович (5.1929 — 1.1930)
- Севастьянов Николай Фёдорович (2.1930 — 5.1930)
- Калмыков Бетал Эдыкович (5.1930)

### Первые секретари
- Калмыков Бетал Эдыкович ( — 5.12.1936)
- Калмыков Бетал Эдыкович (5.12.1936 — 13.11.1938)
- Кудрявцев Александр Васильевич (13.11.1938 — 12.1939)
- Кумехов Зубер Докшукович (12.1939 — 10.4.1944)
- Мазин Николай Петрович (10.4.1944 — 5.1949)
- Бабич Василий Иванович (5.1949 — 12.1956)
- Мальбахов Тимбора Кубатиевич (12.1956 — 19.10.1985)
- Елисеев Евгений Александрович (19.10.1985 — 21.2.1990)
- Коков Валерий Мухамедович (21.2 — 1.9.1990)
- Зумакулов Борис Мустафаевич (1.9.1990 — 23.8.1991)